# 장철 정사공신녹권
장철 정사공신녹권(張哲 定社功臣錄券)은 충청남도 천안시 동남구에 있는 공신녹권이다. 2018년 11월 27일 대한민국의 보물 제2009호로 지정되었다.

## 개요
'장철 정사공신녹권'은 1398년(태조 7) 11월에 공신도감(功臣都監)에서 제1차 왕자의 난(1398년)을 평정하는데 공을 세운 정사공신 29명 중 한 명인 중추원부사(中樞院副使) 장철(張哲, 1359∼1399)에게 발급된 녹권(錄券)이다.
공신호(功臣號)와 성명, 국왕의 명령으로 공신책봉을 하게 된 목적과 경위, 공신들의 공로와 관직, 그리고 공신의 포상 및 이와 관련된 관서별 업무분장, 녹권의 발급․시행일자 등을 한문과 이두(吏讀)를 혼용하여 순서대로 작성하였다. 마지막 부분에는 녹권 발급을 담당한 공신도감․이조(吏曹) 관원들의 관직, 성씨 및 수결(手決: 서명), 발급일자가 있다.
이 녹권은 정사공신의 공적과 포상의 내역이 자세히 기록되어 있을 뿐 아니라 공신도감의 조직과 운영관계를 파악할 수 있는 자료로서 중요한 가치를 지니고 있다. 특히 한자어의 순우리말 차음인 이두가 많이 사용되었고 문서의 서식 또한 조선 초기 공신녹권 체제를 유지하고 있어 고문서 연구에도 의미가 있다. 지금까지 유일하게 확인된 조선 초기 정사공신녹권이자 역사적․국어학적․서지 학적 가치가 높게 평가되는 자료이다.

## 참고 자료
- 장철 정사공신녹권 - 국가유산청 국가유산포털